# シムタウン
『シムタウン』 (SimTown) は、1995年にアメリカ合衆国のマクシスから発売されたパソコン用経営シミュレーションゲーム。オリジナル版はMacintoshおよびWindows 3.x、Windows 95用ソフトとして発売された。
同社の『シムシリーズ』の1作。都市計画により街を創造する『シムシティ』（1989年）とは異なり、箱庭の中で建物を建造する内容となっている。また金銭の概念がなく木材と水のみで建造物を配置できるようになっている。
開発はマクシスが行い、プロデューサーは後に『SimPark』（1996年）を手掛けたクレア・カーティン、音楽は『カルメン・サンディエゴを追え!』（1995年）を手掛けたジョーイ・エデルマン、アート・ディレクターは『シムシリーズ』の複数作を手掛けたジェニー・マーティンが担当している。
1996年にはOS/2に移植された他、スーパーファミコンにも移植され『シムシティJr.』のタイトルで発売、イラストはイラストレーターの藤岡勝利が担当した。1997年にはPlayStationに移植された。

## ゲーム内容
文字通り町を経営することから、その規模は『シムシティシリーズ』と比べて小さく、ゲーム内容も下記の点などで異なっている。
- ビルから歩道にいたるまで、マップ上の全ての建造物をプレイヤーが建てる必要がある
- 建設に必要なものが、シムシティでは資金であるのに対し、シムタウンでは天然資源となっている
- 各建物は、それが何であるか一目でわかるくらい奇抜なデザインとなっている
- 全ての住民の生活の観察ができる
- ミニゲームが多数用意されている

しかし、シナリオモードがあること、シムシティがある一定の人口を目標に設定していたように、町内の経済・行政・環境管理に勤しんで獲得できる「ベストタウン賞」があることなどから、シムシティシリーズの亜種的存在といえる。

## 移植版
| No. | タイトル      | 発売日        | 対応機種           | 開発元   | 発売元     | メディア                | 型式          | 備考 |
| --- | ------------- | ------------- | ------------------ | -------- | ---------- | ----------------------- | ------------- | ---- |
| 1   | SimTown       | 1996年        | OS/2               | Softport | マクシス   | CD-ROM                  | -             |      |
| 2   | シムシティJr. | 1996年7月26日 | スーパーファミコン | マクシス | イマジニア | 8メガビットロムカセット | SHVC-ALIJ-JPN |      |
| 3   | シムタウン    | 1997年5月16日 | PlayStation        | マクシス | イマジニア | CD-ROM                  | SLPS-00748    |      |

## スタッフ
- デザイン・コンセプト：ロバート・モール（オーロラ・デザイン）、マルゴ・ナニー（オーロラ・デザイン）、キャシー・ウィルソン（オーロラ・デザイン）
- プロダクト・デザイン：クレア・カーティン、ジョン・ルイス、ジェニー・マーティン、オーロラ・デザイン、ボニー・ボルッキ
- IBMリード・プログラマー：ダニエル・ブロウニング
- 追加Macintoshプログラミング：ニール・アレクサンダー、ジェイミー・ドーンボス
- 追加IBMプログラミング：クリストファー・ブラックウェル、ジェーソン・シャンケル
- プロデューサー：クレア・カーティン
- コ・プロデューサー：ロクサーナ・ウォロセンコ
- アソシエイト・プロデューサー：マイケル・ワイマン
- アート・ディレクター：ジェニー・マーティン
- ニュースペーパー・ヘッドライン、スクリーン・テキスト：クレア・カーティン、デブラ・ラーソン、マイケル・ワイマン
- コンピュータ・アート：ボニー・ボルッキ、シャノン・ガルビン、スーザン・グリーン、クック・ウィー・リム、ヒラリー・ミルズ、ケリー・ジェーン・ピアソン、シャロン・ペリー、バーバラ・ポラック
- 音楽、効果音：ジョーイ・エデルマン
- プロダクト・マネージャー：マイケル・クレッチュマー
- リード・テスター：ケヴィン・オヘア
- テスター：リック・アキスタパーチェ、ドニャー・ホラット、カート・ティンドル、マーク・ヴィテッロ、ジョン・イリネン
- リード・テクニカル・サポート：ジェフリー・ファイル
- パッケージ・デザイン：デーヴィソン・デザイン
- Macintoshリード・プログラマー：ジョン・ルイス

## 評価
スーパーファミコン版
ゲーム誌『ファミ通』の「クロスレビュー」では合計28点（満40点）、『ファミリーコンピュータMagazine』の読者投票による「ゲーム通信簿」での評価は以下の通り、20.9点（満30点）となっている。
| 項目 | キャラクタ | 音楽 | お買い得度 | 操作性 | 熱中度 | オリジナリティ | 総合 |
| 得点 | 3.7        | 3.4  | 3.4        | 3.4    | 3.4    | 3.7            | 20.9 |

## 関連書籍
- シムシティジュニア 公式ガイドブック ISBN 978-4893665591